# Statul Kano
Kano este un stat  în Nigeria. Reședința sa este orașul Kano.